# Hypomasticus
Hypomasticus — рід харациноподібних риб родини Аностомові (Anostomidae). Його представники поширені в прісних водоймах східної частини Південної Америки.
Рід включає такі види:
- Hypomasticus arcus  (Eigenmann, 1912) — Венесуела, Гаяна, Суринам, Французька Гвіана; до 40 см загальної довжини[1];
- Hypomasticus copelandii  (Steindachner, 1875) — річки узбережжя Атлантичного океану в східній Бразилії; до 54 см загальної довжини;
- Hypomasticus despaxi  (Puyo, 1943) — річки узбережжя Атлантичного океану в Суринамі, Французькій Гвіані та на півночі Бразилії; до 16 см загальної довжини;
- Hypomasticus gomesi  (Garavello & Santos, 1981) — басейн річки Арипуанан (порт. Aripuanã) в Бразилії; до 16 см стандартної (без хвостового плавця) довжини[1];
- Hypomasticus granti  (Eigenmann, 1912) — від басейну Ориноко до Французької Гвіани; до 25 см[1];
- Hypomasticus julii (Santos, Jégu & Lima, 1996) — басейн річки Шінгу (Бразилія); до 26,4 см загальної довжини;
- Hypomasticus lebaili  (Géry & Planquette, 1983) — Суринам та Французька Гвіана; до 14,1 см стандартної довжини[1];
- Hypomasticus lineomaculatus  Birindelli, Peixoto, Wosiacki & Britski, 2013 — басейн річки Пару (північно-східна Бразилія); до 6,4 см стандартної довжини;
- Hypomasticus megalepis  (Günther, 1863) — Гаяна, Суринам, Бразилія; до 10,7 см стандартної довжини;
- Hypomasticus melanostictus  (Norman, 1926) — басейн річок Апруаг (фр. Approuague) та Ояпок (Французька Гвіана, Бразилія); до 28 см стандартної довжини[1];
- Hypomasticus mormyrops  (Steindachner, 1875) — басейни річок Параїба-ду-Сул та Мукурі (порт. Mucuri) на південному сході Бразилії; до 21,2 см стандартної довжини;
- Hypomasticus nijsseni  (Garavello, 1990) — Суринам, Французька Гвіана та сусідні райони Бразилії; до 17 см загальної довжини[1];
- Hypomasticus pachycheilus (Britski, 1976) — басейн річки Арипуанан в Бразилії; до 22,4 см стандартної довжини;
- Hypomasticus santanai  Birindelli & Melo, 2020 — басейн річки Контас (порт. Rio de Contas) на сході Бразилії;
- Hypomasticus santosi  (Britski & Birindelli, 2013) — нижня течія річки Токантінс (Бразилія); до 13,5 см стандартної довжини[1];
- Hypomasticus steindachneri  (Eigenmann, 1907) — басейн річки Жекичіньонья на сході Бразилії; до 34,5 см стандартної довжини;
- Hypomasticus tepui  (Birindelli, Britski & Provenzano, 2019) — басейн річки Ориноко (Венесуела);
- Hypomasticus thayeri  (Borodin, 1929) — басейн річки Параїба-ду-Сул на південному сході Бразилії;
- Hypomasticus torrenticola  (Birindelli, Teixeira & Britski, 2016) — басейн річки Шінгу (Бразилія); до 14,5 см загальної довжини[1].

Раніше ці риби зараховувались до роду Leporinus.